# گردنه ارشاد
گردنه ارشاد (به لاتین: Irshad Pass) یک گردنه در افغانستان است که در مرز دیورند واقع شده‌است. گردنه ارشاد ۴٬۹۷۷ متر بالاتر از سطح دریا واقع شده‌است. این گردنه کوهستانی، دره رودخانه چپورسان (دره هنزه بالا) در گوجال، تحصیل در منطقه گلگت در استان گلگت-بلتستان (با مدیریت پاکستان) و دالان واخان در افغانستان را به هم متصل می‌کند.
بر اساس نقشه نشان داده شده در مجله نشنال جئوگرافیک، ارتفاع گردنه ارشاد کمی بیشتر از رقم ذکر شده در بالا است: ۴٬۹۷۹ متر. یا ۱۶٬۳۳۵ فوت.